# 抹冒
抹冒，另译莫冒，旧译莫马克，缅甸克钦邦城镇。

## 历史
1944年10月14日，经过10日战斗，国民革命军陆军新编第一军打败日军，攻占莫马克。
缅甸内战期间，抹冒与八莫地区成为激烈冲突的焦点，抹冒于2024年8月被克钦独立军攻占。